# Чортківський Роман Володимирович
Роман Володимирович Чорткíвський (нар. 18 червня 1953, с. Ягільниця, Тернопільська область) — український лікар, громадський діяч. Заслужений лікар України (2000), почесний громадянин міста Чорткова (2024). Спеціаліст вищої категорії за фахом ортопед-травматолог та з охорони здоров'я. Депутат (1998, 2002, 2006, 2010, 2015, 2020) та голова (2006—2012) Чортківської районної ради.

## Життєпис
Роман Чортківський народився 18 червня 1953 року в селі Ягільниця Чортківського району Тернопільської області України.
Закінчив Ягільницьку загальноосвітню школу, Тернопільський медичний інститут (1976, нині державний університет).
Від 1971 — лікар-хірург Ягільницької дільничої лікарні, 1977 — лікар-травматолог, 1984 — заступник головного лікаря з експертизи тимчасової працездатності, заступник головного лікаря з лікувальної роботи, головний лікар Чортківської центральної міської лікарні (2012—2021).

## Нагороди
- Заслужений лікар України (14 червня 2000) — за вагомий особистий внесок у розвиток охорони здоров'я, впровадження нових методів діагностики і лікування, високий професіоналізм[6];
- Почесний громадянин міста Чорткова (2024)[7];
- Грамота Верховної Ради України (2018)[8].